# Armenia en el Festival de la Canción de Eurovisión 2014
Armenia participó en el Festival de Eurovisión 2014 en Copenhague, Dinamarca. Su entrada fue selecciona de forma interna por la televisión nacional armenia AMPTV. El cantante  Aram Mp3 representaron a Armenia con la canción "Not Alone".

## Selección interna
El 24 de diciembre de 2013, La AMPTV anunció que el representante de Armenia para Eurovision sería presentado el 31 de diciembre de 2013 durante el programa Big Night Gala TV Show de fin de año. During the program, Aram Mp3 was announced as the Armenian representative for Copenhagen.
La presentación de la canción elegida que fue "Not Alone", se presentó el 14 de marzo de 2014 en un programa especial emitido por Armenia 1 y presentado por Gohar Gasparyan.

## Eurovisión 2014
Antes de que empezara el Festival, la canción armenia estaba entre las posibles ganadoras del Festival, junto con países como Suecia o Países Bajos, muchos armenios se desplazaron hasta Copenhague.
En el sorteo que se hizo en enero se decidió que Armenia actuase en la 1r Semifinal,y también se decidió que la canción armenia actuase en 1r lugar, siendo la canción de Aram Mp3 la que abría el Festival el 2014.
Armenia se clasificó para la Gran Final del sábado en 4 posición con 121 puntos, por detrás de Países Bajos, Suecia y Hungría.
En la gran final celebrada el sábado 10 de mayo, Aram Mp3 actuó en la 7a posición, después que Rumanía y antes de Montenegro.En la gran final quedó en 4 lugar con 174 puntos, recibiendo las máximas puntuaciones de Francia, Georgia y Austria.
Armenia votó en 15 lugar, dando 12 puntos a Montenegro,10 a Rusia y 8 a Bielorrusia, cabe decir que Armenia fue uno de los pocos países que no dio un solo punto a la canción ganadora, Conchita Wurst.

### Puntos otorgados a Armenia
| 12 puntos                                  | 10 puntos                 | 8 puntos             | 7 puntos | 6 puntos           |
| ------------------------------------------ | ------------------------- | -------------------- | -------- | ------------------ |
| - Francia - Países Bajos - Rusia - Ucrania | - Montenegro - San Marino | - Hungría - Suecia   |          | - Letonia - España |
| 5 puntos                                   | 4 puntos                  | 3 puntos             | 2 puntos | 1 punto            |
| - Albania - Dinamarca - Estonia            | - Portugal                | - Bélgica - Islandia |          |                    |

| 12 puntos                     | 10 puntos                                      | 8 puntos                      | 7 puntos                                    | 6 puntos                                 |
| ----------------------------- | ---------------------------------------------- | ----------------------------- | ------------------------------------------- | ---------------------------------------- |
| - Austria - Francia - Georgia | - Bielorrusia - Letonia - Montenegro - Ucrania | - Macedonia del Norte - Rusia | - Grecia - Hungría - Países Bajos - Rumania | - Alemania - Israel - Malta - San Marino |
| 5 puntos                      | 4 puntos                                       | 3 puntos                      | 2 puntos                                    | 1 puntos                                 |
| - Estonia - Suecia            | - Finlandia - Portugal - España                | - Moldavia                    | - Dinamarca - Islandia                      | - Polonia                                |

### Puntos otorgados por Armenia

#### Semifinal 1
| 12 puntos | Ucrania      |
| 10 puntos | Países Bajos |
| 8 puntos  | Montenegro   |
| 7 puntos  | Rusia        |
| 6 puntos  | Bélgica      |
| 5 puntos  | Estonia      |
| 4 puntos  | Suecia       |
| 3 puntos  | Portugal     |
| 2 puntos  | San Marino   |
| 1 punto   | Hungría      |

#### Final
| 12 puntos | Montenegro   |
| 10 puntos | Rusia        |
| 8 puntos  | Bielorrusia  |
| 7 puntos  | Grecia       |
| 6 puntos  | Alemania     |
| 5 puntos  | Suiza        |
| 4 puntos  | Países Bajos |
| 3 puntos  | San Marino   |
| 2 puntos  | España       |
| 1 punto   | Dinamarca    |